# Companhia de Concessões Rodoviárias
Companhia de Concessões Rodoviárias - CCR SA (BM&F Bovespa: CCRO3) est un groupe industriel brésilien spécialisé dans les concessions autoroutière, ferroviaire et aéroportuaire.

## Historique
La Companhia de Concessões Rodoviárias (CCR) est créée en 1998 pour opérer les routes fédérales et étatales brésiliennes. Le groupe est né du rapprochemement des sociétés Soares Penido (actionnaire à 17,2%), Andrade Gutierrez (17%) et Camargo Corrêa (17%), le reste des parts (48,8%) étant échangées publiquement. À sa création, le groupe compte dans ses actifs la concession du pont Rio-Niterói.
À partir de 2002, la CCR est indexée sur le BM&F Bovespa. En 2003, la CCR acquiert 38,25% du capital de la STP, société qui gère 94% des péages électroniques sur les routes du pays, et une centaine de parkings dans sept états. En 2005, la CCR augmente sa participation dans la société ViaOeste qui opère 168 kilomètres de routes dans l'état de São Paulo.
En 2006, la CCR initie le premier partenariat public-privé de l'histoire du Brésil pour opérer la ligne 4 du métro de São Paulo. En 2007, la société entre à hauteur de 40% dans le capital du concessionnaire autoroutier Renovias (345,6 kilomètres de routes en gestion), puis en 2008 la CCR prend 45% de Controlar, société qui gère le contrôle technique de tous les véhicules de la ville de São Paulo.
En 2012, le groupe CCR reprend les concessions des aéroports internationaux de Quito, San José, et Curaçao. En 2015, la CCR acquiert Total Airport Services (TAS), entreprise nord-américaine de services aéroportuaires, et perd la concession du pont Rio-Niterói reprise par EcoRodovias.
Fin 2018, la Companhia de Participações em Concessões (CPC), filiale concessions du groupe CCR, remporte l'attribution de 4 routes brésiliennes : les autoroutes 101, 386 et 448, et la route nationale 290.

## Concessions
CCR SA détient les concessions pour
- AutoBan (São Paulo)
- NovaDutra (Rio de Janeiro)
- ViaOeste (São Paulo)
- Rodonorte (Paraná)
- ponte Rio-Niteroi (Rio de Janeiro)
- ViaQuatro (São Paulo)
- Via Lagos (Rio de Janeiro)
- ViaRio : Corredor Expresso Transolímpica, tunnel construit à l'occasion des jeux olympiques[1]